# Kasiłan
KasiłUn [pronunciación en polaco: /kaˈɕiwan/] es un pueblo ubicado en el distrito administrativo de Gmina Leśniowice, dentro del Condado de Chełm, Voivodato de Lublin, en Polonia oriental. Se encuentra aproximadamente a 6 kilómetros al norte de Leśniowice, a 13 kilómetros al sur de Chełm, y a 67 kilómetros al este de la capital regional Lublin.